# Joanis Frangudis
Joanis Frangudis (gr. Ιωάννης Φραγκούδης, Ioannis Frangoudis; ur. 1863 na wyspie Zakintos, zm. 19 października 1916 w Nowym Jorku) – grecki strzelec, uczestnik i trzykrotny medalista Igrzysk Olimpijskich 1896 (Ateny).

## Życiorys
Frangudis, choć pochodzący z Limassolu, urodził się na wyspie Zakintos, gdzie jego ojciec pracował jako konsul. W 1885 roku, Frangudis ukończył Akademię Wojskową. Następnie został członkiem greckiej armii. Później został kapitanem.
Na igrzyskach w Atenach wystąpił w czterech z pięciu strzeleckich konkurencji (nie startował tylko w konkurencji karabinu wojskowego). 10 kwietnia wystąpił w konkurencji pistoletu wojskowego, w której zajął czwarte miejsce. Następnego dnia wywalczył dwie medalowe pozycje: w konkurencji pistoletu szybkostrzelnego okazał się najlepszy, a w konkurencji pistoletu dowolnego zajął trzecie miejsce. Tego samego dnia rozpoczął także zmagania w konkurencji karabinu dowolnego z trzech pozycji. Trwały one do dnia następnego. Frangudis zajął tym razem drugie miejsce. Był jedynym Grekiem, który w Atenach zdobył trzy medale olimpijskie.
W 1897 roku, po wojnie grecko-tureckiej, awansował do stopnia pułkownika. W 1913 roku był obecny w Salonikach, gdzie w tym samym czasie zamordowano Jerzego króla Grecji. 19 października 1916 roku Frangudis zmarł.

### Wyniki olimpijskie
| Igrzyska | Konkurencja                          | Wynik                       | Miejsce | Źródło |
| -------- | ------------------------------------ | --------------------------- | ------- | ------ |
| IO 1896  | Pistolet szybkostrzelny, 50 m        | 344 pkt.                    | 1       | [ 3 ]  |
| IO 1896  | Karabin dowolny, trzy postawy, 300 m | 1312 pkt. (470–192–440–210) | 2       | [ 5 ]  |
| IO 1896  | Pistolet dowolny, 30 m               | nieznany                    | 3       | [ 4 ]  |
| IO 1896  | Pistolet wojskowy, 25 m              | nieznany                    | 4       | [ 2 ]  |